# 联军临时管理当局第2号命令
联军临时管理当局第2号命令：《解散机构》，是美国驻伊拉克最高文职行政长官保罗·布雷默2003年5月23日签署的彻底解散伊拉克所有涉及军事、安全、情报的机构及附属组织的联军临时管理当局（CPA）的行政命令。 
该命令被广泛批评引发了严重后果。是美军在伊拉克维持治安而蒙受严重伤亡的主要原因之一。

## 背景
2003年5月11日，保罗·布雷默接任联军临时管理当局负责人。布雷默抵达巴格达的第三天，5月16日，签发了联军临时管理当局第1号命令：《伊拉克社会的非复兴社会党化》，要求“解散复兴社会党，清除其组织结构，并把其领导人从拥有权力和责任的职位上清除掉”；“处于政府各部最高的三个层级、并与公司及其他政府机构密切联系的个人应因与复兴社会党可能的联系而接受问讯，调查其犯罪行为及其对安全的威胁”，复兴社会党所有成员被解除工作。 
布雷默与其军事助手，派驻伊拉克国防部的顾问沃尔特·斯科比，决定必须彻底解散伊拉克军队，认为这是萨达姆·侯赛因彻底下台的标志性意义。  In the words of Slocombe, "There was no intact Iraqi force to 'disband.'"是谁最早提出这一方案，有称是斯科比，时任美国国防部负责防务政策的副部长道格拉斯·菲斯称是布雷默的想法；但布雷默称无法回想到底是谁提出了这一方案。
布雷默在其回忆录《我在伊拉克的岁月:为未来希望而斗争》中称，联军临时管理当局与五角大楼联合协调起草了解散伊拉克军队与情治机关的命令。布雷默称5月19日把草稿发给了国防部长拉姆斯菲尔德。5月22日国防部副部长Feith要求做文字修改。当夜，国防部长助理兼发言人Lawrence Di Rita与联军临时管理当局发言人Dan Senor协商定稿。在征得拉姆斯菲尔德同意后，布雷默通过视频会议向美国总统小布什汇报，随后于5月23日签署了这一命令。
但小布什后来在采访中称，最初的计划是保留伊拉克军队，他并不清楚为什么这一命令会被发布。布雷默对小布什这一言论，提供给《纽约时报》一封布雷默于5月22日通过国防部长发给美国总统的信描述了这一命令内容，美国总统给布雷默回信感谢。布雷默还称，甚至在他动身前往伊拉克之前的5月9日，他就已经把这一命令的草案发给了拉姆斯菲尔德、沃尔福威茨、菲斯、参谋长联席会议、联军驻伊拉克地面部队司令戴维·麦基尔南中将。
参谋长联席会议主席彼得·佩斯称未被咨询这一命令。 美国国务卿 科林·鲍威尔称未被咨询这一命令，他认为这一命令是严重错误。美国国家安全事务顾问康多莉扎·赖斯称对这一命令感觉惊讶。
著名记者鲍勃·伍德沃德在他的书否认之国中称，联军临时管理当局只发给了华盛顿的国家安全委员会的一名律师以征求对第1号、第2号命令文本的法律意见。拉姆斯菲尔德称极少与布雷默通话，国家安全委员会没有召开会议讨论过这一命令，他对国防部常务副部长沃尔福威茨或副部长道格拉斯·菲斯告诉布雷默可以执行这两项命令感到吃惊。

### 英国方面消息
几名驻伊拉克的英国将军事后称当时对这一命令表示关注，并从个人角度反对这一命令。但布雷默称英国官方在相关会议上没有对这一命令表示关注并认为伊拉克军队已经不复存在是“既成事实”。英国一些官员质疑布雷默这一说法。2004年卫报一篇报道引述了英国军事与情报来源，称英国国防参谋长迈克尔·博伊斯海军上将告诉英军高级将领要设法转化伊拉克军界高官以维护占领区的秩序与法律，但联军临时管理当局的前两条命令让一切计划化为泡影。

## 事后
2003年9月13日，布雷默签发联军临时管理当局第34号命令，称最高审计机构不再被解散，应该继续运作。

## 被解散机构

### 实体
- 伊拉克国防部
- 伊拉克新闻部（英语：List of Iraqi Information Ministers）
- Ministry of State for Military Affairs
- Iraqi Intelligence Service（英语：Iraqi Intelligence Service）
- National Security Bureau
- Directorate of General Security（英语：Directorate of General Security）
- Special Security Organization（英语：Iraqi Special Security Organization）

萨达姆卫队的下述机构：
- Murafaqin (Companions)
- Himaya al Khasa (Special Guard)

### 军事机构
- 伊拉克陆军, 伊拉克海军, 伊拉克空军, 伊拉克防空部队
- 伊拉克共和国卫队
- Iraqi Special Republican Guard（英语：Iraqi Special Republican Guard）
- Directorate of Military Intelligence（英语：Directorate of General Military Intelligence）
- Al Quds Force（英语：Al Quds Force）
- Emergency Forces (Quwat al Tawari)

### 准军事机构
- Fedayeen Saddam（英语：Fedayeen Saddam）
- Ba'ath Party Militia
- Friends of Saddam
- Saddam's Lion Cubs (Ashbal Saddam)

### 其他机构
- Presidential Diwan
- Presidential Secretariat
- Revolutionary Command Council（英语：Iraqi Revolutionary Command Council）
- The National Assembly
- The Youth Organization (al-Futuwah)
- National Olympic Committee（英语：National Olympic Committee of Iraq）
- Revolutionary, Special and National Security Courts